# Sejlane
Sejlane (perski: سيلانه) – wieś w Iranie, w ostanie Azerbejdżan Zachodni. W 2006 roku liczyła 75 mieszkańców w 20 rodzinach.